# Долгий Камень (остров)
Долгий Камень (фин. Pitkäpaasi или фин. Kotisaari) — российский остров в северо-восточной части Финского залива, административно подчинённый Выборгскому району Ленинградской области. Самый крупный из шхерных островов — Большой Пограничный — расположен северо-западнее Долгого Камня, за островами Лыжный и Долгий Гребень. Восточнее и северо-восточнее лежат грядой острова, как и Долгий Камень, входящие в архипелаг Питкяпааси, самым крупным из которых является остров Крутояр. На Долгом Камне, поросшем хвойным лесом, находятся: обезлюдевшая и разрушенная финская деревня Котисаари (Kotisaari) или Питкяпааси, ритуальные каменные кучи, датируемые скандинавскими учёными эпохой викингов (IX—XI вв.), и лабиринт.

## История
Впервые Питкяпааси упомянут в 1543 г.: 7 жителей острова заплатили налог на выпас скота. В конце XVII в. на Питкяпааси, принадлежавшим тогда Швеции, — 3 дома и 25 человек населения. В 1721 г. Питкяпааси перешёл к России по Ништадтскому миру вместе с другими землями Старой Финляндии и был включён в состав общины Виролахти. Население продолжило медленный рост: в 1780 г. на острове было 6 домов и 50 человек, а в 1825 г. число его жителей достигло 109. В XIX в. на острове располагалась финская таможенная застава, тогда же здесь открыли островную школу. Жители занимались различными морскими промыслами, в том числе лоцманскими проводками судов, и торговали рыбой с материковыми коммунами Виролахти, получая оттуда зерновые продукты.
Осенними днями 1906 и 1908 гг. на остров с яхты «Штандарт» высаживался Николай II со своей семьёй. В 1913 г. Арне Тальгрен впервые упомянул об островном лабиринте, ранее найденном краеведом Арво Питкяпааси. В 1915 году население Питкяпааси достигло максимума и он, вместе с островом Патио, стал самым густо заселённым местом среди шхерных островов.
В 1920—1940 гг. Питкяпааси принадлежал Финляндии и был укреплён береговой артиллерией. Во время советско-финской войны Балтийским флотом предполагалась высадка на остров десанта размером с дивизию, для чего 15 декабря 1939 г. отряд кораблей во главе с «Минском» разведал подходы к нему. Но операцию отменили, в результате чего Питкяпааси в марте 1940 г. атаковал 111-й батальон, отвлекавший внимание финнов от удара 86-й дивизии в районе Выборга. Во время Великой Отечественной войны РККФ оставил остров в августе 1941 г., в 1944 г. финны вернули его вместе с другими захваченными в начале войны территориями, а в 1947 г. принадлежность Питкяпааси Советскому Союзу была подтверждена Парижским договором.

## Топографические карты
- Лист карты P-35-127,128 Хамина. Масштаб: 1 : 100 000. Состояние местности на 1971 год. Издание 1974 г.